# سنت لورنس
لارنس رم (لاتین: Laurentius؛ زاده ۰۲۲۵ درگذشته ۱۰ اوت ۰۲۵۸) یک قدیس مسیحی اهل اسپانیا بود.

## نگارخانه

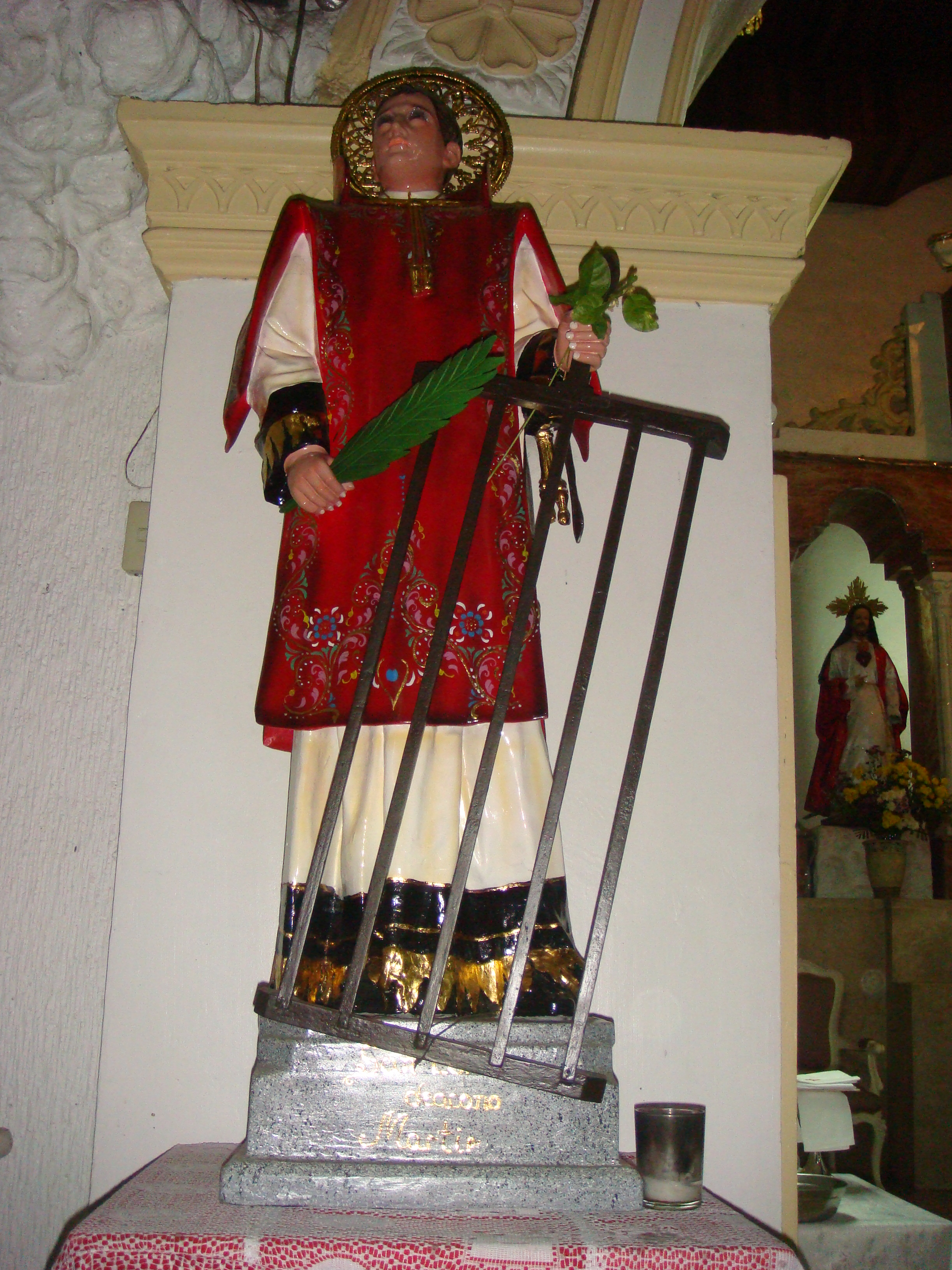
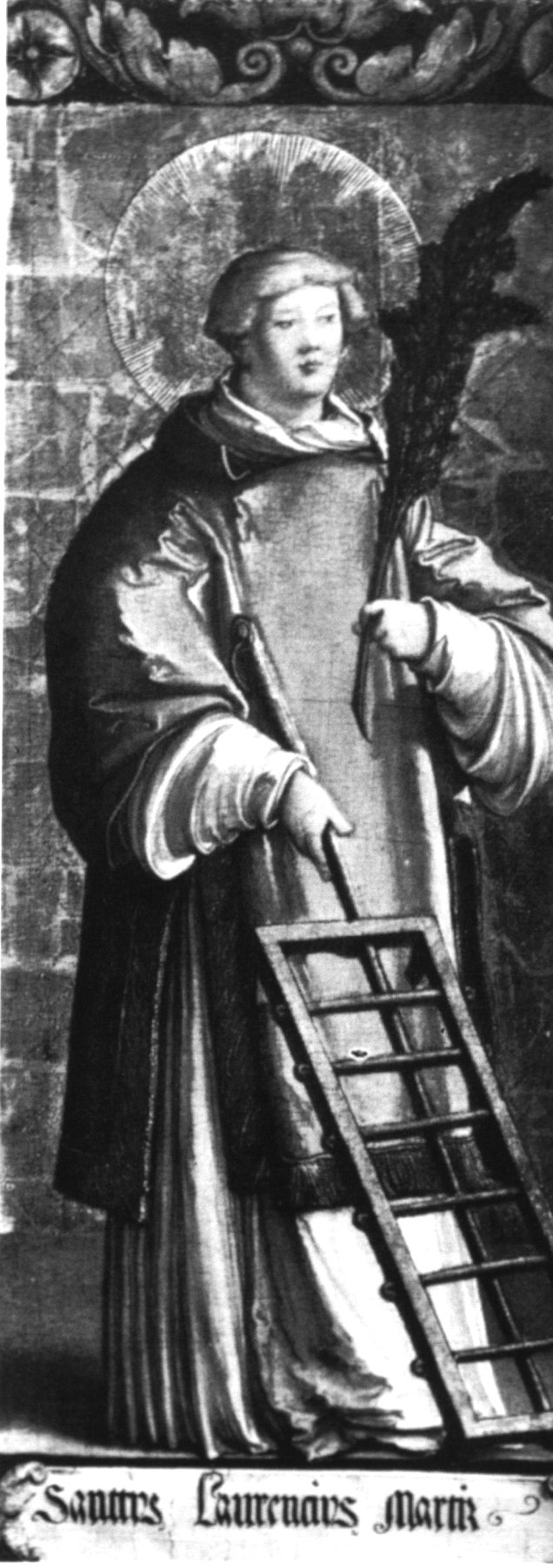
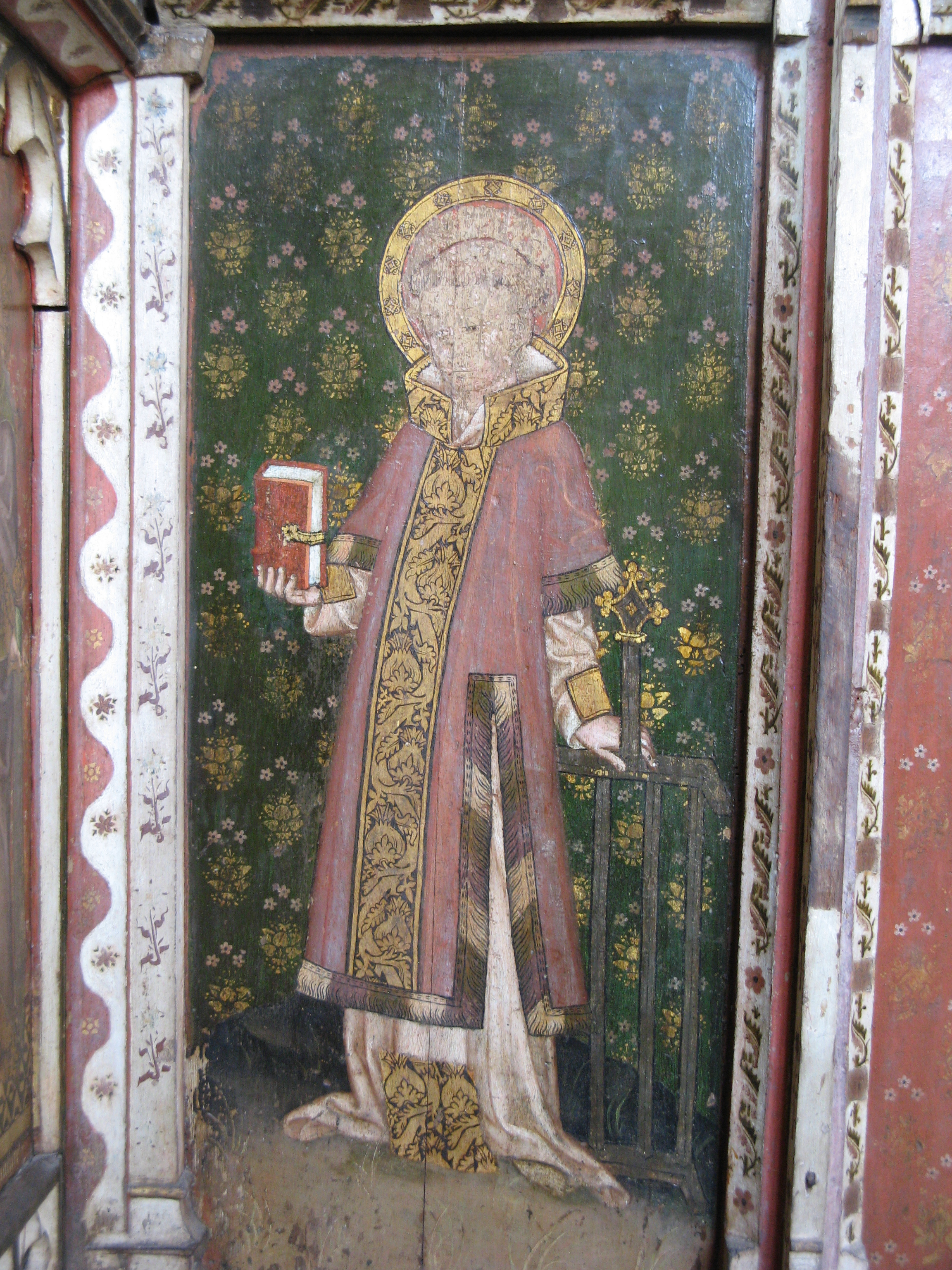